# Huozhuang Shuiku
Huozhuang Shuiku (kinesiska: 霍庄水库) är en reservoar i Kina. Den ligger i provinsen Henan, i den centrala delen av landet, omkring 190 kilometer söder om provinshuvudstaden Zhengzhou. Huozhuang Shuiku ligger 172 meter över havet. Arean är 0,73 kvadratkilometer. Trakten runt Huozhuang Shuiku består till största delen av jordbruksmark. Den sträcker sig 1,2 kilometer i nord-sydlig riktning, och 1,6 kilometer i öst-västlig riktning.
Genomsnittlig årsnederbörd är 917 millimeter. Den regnigaste månaden är augusti, med i genomsnitt 161 mm nederbörd, och den torraste är januari, med 7 mm nederbörd.